# سد المندرا
سد المندرا (به اسپانیایی: Presa de Almendra) یک سد در اسپانیا است که در سالامانکا واقع شده‌است.